# Palestina (Tabasco)
Palestina es un ejido del municipio de Paraíso ubicado en la subregión de la Chontalpa del estado mexicano de Tabasco.

## Geografía
La localidad se ubica a 7.0 kilómetros (en dirección noreste) de la localidad de Paraíso, la cabecera y lugar más poblado del municipio. Se sitúa en las coordenadas geográficas 18°20′20″N 93°11′05″O / 18.338889, -93.184722, a una elevación de 0 metros sobre el nivel del mar.

## Demografía
Según el Conteo de Población y Vivienda 2020, efectuado por el Instituto Nacional de Estadística y Geografía, la localidad de Palestina tiene 395 habitantes, de los cuales 199 son del sexo masculino y 196 del sexo femenino. Su tasa de fecundidad es de 2.75 hijos por mujer y tiene 111 viviendas particulares habitadas.
| Gráfica de evolución demográfica de Palestina entre 1995 y 2020 |
|                                                                 |
| INEGI.                                                          |